# 维西凤仙花
维西凤仙花（学名：Impatiens weihsiensis）为凤仙花科凤仙花属的植物，是中国的特有植物。分布于中国大陆的云南等地，生长于海拔2,300米至3,600米的地区，常生于草坡及沟边杂木林中，目前尚未由人工引种栽培。